# Psectrocladius telochaetus
Psectrocladius telochaetus är en tvåvingeart som beskrevs av Langton 1984. Psectrocladius telochaetus ingår i släktet Psectrocladius och familjen fjädermyggor. Inga underarter finns listade i Catalogue of Life.